# Neve e...
Neve e... è il diciannovesimo album discografico del cantante italiano Gianni Celeste, pubblicato nel 1995.

## Tracce
1. 'O binocolo
2. Nun fa niente
3. Sto male
4. Racconto (feat. Gianni Di Giovanni, Massimo e Salvo Nicolosi)
5. Facimmo pace
6. Medley